# استون ریج (نیویورک)
استون ریج، نیویورک (به انگلیسی: Stone Ridge, New York) یک محل سرشماری تعیین شده در ایالات متحده آمریکا است که در شهرستان اولستر، نیویورک واقع شده‌است.

## خصوصیات
استون ریج ۱۳٫۶ کیلومترمربع مساحت و ۱٬۱۷۳ نفر جمعیت دارد و ۱۱۱ متر بالاتر از سطح دریا واقع شده‌است.